# بيتر الثاني، دوق بوربون
بيير (بيتر) الثاني دوق بوربون (بالفرنسية: Pierre II de Bourbon)‏ (1 ديسمبر 1438 - 10 أكتوبر 1503)، هو الابن الثالث لـ شارل الأول، دوق بوربون وأغنيس البرغونية الابنة الصغرى لـ جان الشجاع، هو شقيق الأصغر لـ جان الثاني والكاردينال شارل الثاني، تزوج من آن من فالوا الابنة الكبرى لـ لويس الحادي عشر ملك فرنسا بعد إلغاء خطبته من ماري الأورليانية شقيقة الكبرى لـ لويس من فالوا-أورليان (لاحقاً ملك فرنسا)، بعد وفاة لويس الحادي عشر في 1483 أصبح بيير مع زوجته آن أوصياء على الملك الصغير شارل الثامن حتى 1491 ومع ذلك ظل الشخصية البارزة في البلاط ومع صعود لويس من فالوا-أورليان إلى العرش في 1498 تقاعد عن السلطة، كرس حياته المتبقية لابنته الوحيدة سوزان دوقة بوربون التي خلفته بعد وفاته في 1503 بحيث تزوجت من ابن عمها شارل، كونت مونتبنسييه (شارل الثالث دوق بوربون).